# Lycaena bleusei
Lycaena bleusei is een vlinder uit de familie Lycaenidae. De wetenschappelijke naam is voor het eerst geldig gepubliceerd in 1884 door Charles Oberthür. Sommige auteurs beschouwen dit taxon als een ondersoort van de bruine vuurvlinder (Lycaena tityrus).
De soort komt voor in Europa.